# Вартість ненависті
«Вартість ненависті» (англ. The Cost of Hatred) — американська драма режисера Маршалла Нейлана 1917 року.

## У ролях
- Кетлін Вільямс — Елсі Грейвс / Саріта Грейвс
- Теодор Робертс — Юстус Грейвс
- Том Форман — Нед Аморі
- Джек В. Джонстон — Роберт Аморі
- Джек Голт — Уерта
- Чарльз Огл — Маккейб
- Волтер Лонг — Джеф Політіко
- Горас Карпентер — Рамон